# Ritschertind
Ritschertind är en bergstopp i Antarktis. Den ligger i Östantarktis. Norge gör anspråk på området. Toppen på Ritschertind är 2 791 meter över havet. Ritschertind ingår i Otto-von-Gruber-Gebirge.
Terrängen runt Ritschertind är varierad. Ritschertind är den högsta punkten i trakten. Trakten är obefolkad. Det finns inga samhällen i närheten. 